# Episodi di Veep - Vicepresidente incompetente (settima stagione)
La settima e ultima stagione della serie televisiva Veep - Vicepresidente incompetente, composta da 7 episodi, è stata trasmessa dal 31 marzo al 12 maggio 2019 sul canale via cavo statunitense HBO.
In Italia, l'intera stagione è stata resa disponibile il 7 agosto 2019 su Sky Box Sets e andata in onda sul canale satellitare Sky Atlantic dal 7 al 21 agosto 2019.
| nº | Titolo originale  | Prima TV USA   | Pubblicazione Italia |
| -- | ----------------- | -------------- | -------------------- |
| 1  | Iowa              | 31 marzo 2019  | 7 agosto 2019        |
| 2  | Discovery Weekend | 7 aprile 2019  | 7 agosto 2019        |
| 3  | Pledge            | 14 aprile 2019 | 7 agosto 2019        |
| 4  | South Carolina    | 21 aprile 2019 | 7 agosto 2019        |
| 5  | Super Tuesday     | 28 aprile 2019 | 7 agosto 2019        |
| 6  | Oslo              | 5 maggio 2019  | 7 agosto 2019        |
| 7  | Veep              | 12 maggio 2019 | 7 agosto 2019        |